# Sisakos kakadu
A sisakos kakadu  (Callocephalon fimbriatum) a madarak osztályának a papagájalakúak (Psittaciformes) rendjéhez és a kakadufélék (Cacatuidae) családjához tartozó Callocephalon nem egyetlen faja.
Tudományos neve annyit jelent, hogy „szép fejű”, ami előregörbülő, finom szálú, puha, feltűnően szép bóbitájára utal.

## Származása, elterjedése
Ausztrália délkeleti részén, Tasmania szigetén, a King-szigeten, és a Kenguru-szigeten honos.

## Megjelenése, felépítése
Testhossza 32-37 centiméter, testtömege 280-330 gramm. Alapszíne palaszürke, atollak szegélye szürkésfehér. A hím feje skarlátvörös, a tojó feje és bóbitája szürkés. Az erősen görbült csőr alsó káváján jól látható fogkimetszés van. Csőre szaruszínű.Viaszhártyája tollal fedett. Szárnya hosszú és lekerekített, hossza 25 centiméter, a kézevezők sötétszürkék, a karevezők és a fedőtollak halványzöldes árnyalatúak. Farka viszonylag rövid, hossza 15 centiméter, színe sötétszürke. 
Csüdje rövid és vastag, ami a fán élő madarak jellemző tulajdonsága. Lába szürke.
|  |  |

## Életmódja, élőhelye
A 2000 méter alatti hegyvidéki erdőkben és a parti síkságokon él.
Általában csapatokba verődve üldögél és mászkál a fák tetején. Nagyon kedveli az eukaliptusz- és az akáciafélék magvait. Olykor rovarokat és lárvákat is fogyaszt. A földre csak inni jár.
Röpte jellegzetes, lendületes, hosszabb táv végén a landolás előtt egy spirált ír le.

### Szaporodása
Október és január között költ. Fészkét öreg eukaliptuszfák odvában építi, jó magasan, többnyire vízközelben. Fészekalja 2-3 tojásból áll, melyen 30 napig kotlik. Kirepülési idő 50–60 nap, de a szülők még addig gondoskodnak a fiatalokról, míg önállókká nem válnak. A fiatal madarak gyakran hosszú ideig a családdal maradnak, felnőttkori mintázatuk három-négyéves korukra alakul ki.

## Külső hivatkozások
- Képek az interneten a fajról[halott link]
- Internet Bird Collection - videók a fajról. [2010. június 19-i dátummal az eredetiből archiválva].